# Охота за «Красным Октябрём» (роман)
«Охота за „Красным Октябрём“» (англ. The Hunt for Red October) — роман Тома Клэнси, написанный в 1984 году. В основе романа лежит вымышленная история угона за рубеж советской атомной подводной лодки. Входит в американскую версию «100 лучших детективных романов всех времен».
Первое издание выпущено издательством Naval Institute Press и стало единственным художественным произведением, выпущенным этим издательством.
Прототипом главного героя послужил Валерий Саблин, в 1975 году поднявший мятеж на большом противолодочном корабле «Сторожевой». Многие сюжетные ходы перекликаются с событиями, связанными с гибелью и последующим подъёмом подводной лодки К-129.
История В. Саблина упоминается в романе (герой повествования, аналитик ЦРУ Джек Райан приводит её как пример того, что подобное в советском флоте не редкость), но с рядом грубейших искажений, совершенно не так, как это было в действительности.

## Сюжет
Мариус Александрович Рамиус, литовец, командир экспериментальной ракетной подводной лодки ТК-210 «Красный Октябрь» типа «Тайфун» решает бежать с сообщниками в США. «Красный Октябрь» оснащён революционной двигательной установкой, обладающей очень малой шумностью. Разочарованный советской системой Рамиус мечтает о мести за смерть жены Натальи, в ходе несложной операции пьяный хирург сделал ошибку, а в ампулах, применяемых при дальнейшем лечении, вместо лекарства оказалась дистиллированная вода. Поскольку хирург — сын члена Политбюро, а лекарства были выпущены сверх плана, никто не понёс ответственности.
Выйдя в море Рамиус убивает замполита Ивана Путина, имитируя случившееся под несчастный случай. Он зачитывает сфабрикованный приказ о дерзкой операции у берегов США с последующим отдыхом на Кубе. Перед выходом в море капитан оставил письмо для главы политуправления ВМС адмирала Юрия Падорина, где сообщает, что собирается бежать в США, тем самым сжигая за собой мосты. Падорин поднимает тревогу. Весь советский флот (за исключением стратегических подводных ракетоносцев, Черноморского и Тихоокеанского флотов) получает приказ уничтожить «Красный Октябрь». Начинается грандиозная противолодочная операция, захватывающая зону, простирающуюся до берегов Америки.
Джек Райан, бывший американский морской пехотинец и военный историк, ныне работающий аналитиком ЦРУ в Британии спешит к своему начальнику адмиралу Гриру, чтобы передать фотографии подлодки «Красный Октябрь», сделанные в доке британским агентом. Британские и американские эксперты недоумевают насчёт люков в корпусе «Красного Октября». Райан обращается к своему другу инженеру, бывшему офицеру подлодки Тайлеру, который устанавливает, что это новейший бесшумный водомётный движитель.
США получают новости о движении советских кораблей, выводят в море свой флот, подтягивают к восточному побережью эскадрильи ударных самолётов, на помощь приходит британский флот. Руководство ЦРУ получает информацию о побеге Рамиуса от высокопоставленного агента с кодовым именем «Кардинал». Советский посол вынужден сообщить президенту США ложь о спасательной операции по поискам пропавшей подлодки, на которой находится близкий родственник одного из высших руководителей СССР. Президент с радостью вызывается помочь советским товарищам. Тайлер догадывается о сути происходящего, ему приходит в голову замысел операции по сокрытию лодки и мятежников. Поскольку у американцев всего два доступных авианосца, они просят о помощи британцев, президент отправляет Райана на британский авианосец «Непобедимый».
Директор ЦРУ рассказывает главе сенатского комитета по разведке сенатору Донелли о ложной версии происходящего, а тот передаёт услышанное своему помощнику Хендерсону, советскому агенту с кодовым именем «Кассиус». Сотрудники ФБР арестовывают Хендерсона и склоняют его к сотрудничеству. Из-за аварии реактора в море погибает советская подлодка «Е. С. Политовский», спастись удаётся только коку, его подбирают американцы.
После боестолкновения американских и советских самолётов, американцы устраивают ночной демонстративный налёт на советские корабли. Американская подлодка «Даллас» типа «Лос-Анджелес» обнаруживает «Красный Октябрь» и тайком преследует его. ЦРУ решает провести сверхсекретную операцию «Мандолина». После гибели на разбившемся вертолёте группы офицеров ЦРУ, направленных на советскую подлодку, руководство поручает непосредственное проведение операции Райану. «Красный Октябрь» всплывает на поверхность, с «Непобедимого» передают сообщение, что весь советский флот охотится за сбежавшей подлодкой и ей предлагается идти в установленное место встречи. Заговорщики имитируют аварию реактора на «Красном Октябре», не посвящённые в заговор члены экипажа переходят на американское спасательное судно «Голубь», а сам капитан и заговорщики остаются на лодке, чтобы якобы затопить её. Оставшись наедине с Райаном и переводчиком, британским лейтенантом Оуэном Вильямсом заговорщики сообщают о своём желании бежать в США. Оставшийся на борту офицер ГРУ Логинов, работавший под личиной судового кока, собирается взорвать лодку (запустив двигатель баллистической ракеты при закрытом люке шахты) и бежать. Он стреляет в заметивших его Вильямса и Комарова. Команда слышит шум выстрелов, В последующей перестрелке Райану удаётся уничтожить советского агента. Ракету SS-N−25 «Морской Ястреб» выбрасывают вышибным зарядом за борт, что становится доказательством «гибели» ракетоносца. 
«Красный Октябрь» встречается с американскими подлодками «Далласом» и «Менхаденом», часть экипажа «Далласа» переходит на «Красный Октябрь». Заговорщики передают американцам глубиномер «Красного Октября» с соответствующим серийным номером. США взрывают списанную лодку «Итен Аллен» и подбрасывают глубиномер с «Красного Октября», утверждая, что он найден среди останков взорвавшейся лодки. Советские корабли возвращаются на базы. «Красный Октябрь», «Даллас» и «Менхаден» отправляются в Норфолк, штат Виргиния. Советский спутник «Альбатрос-8» замечает тепловой след от колонны, но аналитики принимают «Красный Октябрь» за подлодку типа «Огайо». Советское командование приказывает атакующим подлодкам, стоявшим в засаде у побережья США сесть на хвост американским подлодкам, возвращающимся на базы.
Колонна проходит мимо стоящей в засаде советской лодки «В. К. Коновалов» типа «Альфа», командиром которой является ученик Рамиуса капитан Виктор Туполев. Разобрав шум одной из подлодок, Туполев понимает что перед ним «Красный Октябрь». Он отвергает требование замполита выйти на связь с командованием и бросается в бой. Американские подлодки, не получив приказа открывать огонь, играют роль статистов. «В. К. Коновалов» выпускает две торпеды, первая подрывает корпус «Красного Октября», вторая разбивается о корпус, до того как срабатывает взрыватель. Благодаря уникальной многослойной защите «Красный Октябрь» сохраняет боеспособность и таранит «В. К. Коновалов», что приводит к его гибели. «Красный Октябрь» достигает Норфолка.

## «Красный Октябрь» в других книгах Клэнси
Многие персонажи книги, включая Райана и Рамиуса фигурируют в других книгах Клэнси. В следующей книге Клэнси «Кремлёвский кардинал» «Красный Октябрь» подвергшийся обратному инжинирингу, затапливают в глубоководном жёлобе Пуэрто-Рико. Райан и Рамиус провожают «Красный Октябрь» в последний путь. Рамиус и Джонс участвуют в походе американской подлодки «Даллас» к побережью Таллина, чтобы вывезти в Америку жену и дочь перебежчика председателя КГБ Герасимова.

## «Красный Октябрь» в массовой культуре

### Фильм
В 1990 году по книге снят фильм, в котором роль Рамиуса играет Шон Коннери, роль Райана — Алек Болдуин.

### Игры
По мотивам романа в 1987 году была разработана компьютерная игра The Hunt for Red October, являвшаяся комбинацией реалистичного симулятора субмарины и стратегии. Игра вышла для платформ Atari ST, Amiga, Apple II, ZX Spectrum, Commodore 64 и DOS.
После выхода фильма в 1990 году было выпущено сразу две игры, созданные разными разработчиками — The Hunt for Red October для NES, Game Boy и SNES (разработчик Beam Software) и The Hunt for Red October для Amiga, Amstrad CPC, Atari ST, Commodore 64, DOS и ZX Spectrum (разработчик — Images Software Ltd.). В отличие от игры 1987 года, являвшейся реалистичной адаптацией романа, эти две игры были уже адаптацией фильма и были по большей части аркадными играми.
Также стоит отметить настольный варгейм «The Hunt for Red October», изданный компанией TSR Inc. в 1988 году.